# Greg Walker (zanger)
Gregory Bernard Walker is een Amerikaans zanger; hij zingt onder meer soul, blues, gospel, jazz en rock. Walker is de voormalige leadzanger van Santana.

## Biografie
Walker begon op negenjarige leeftijd met zingen. Begin jaren 70 maakte hij deel uit van A Taste of Honey (later bekend van Boogie Oogie). In 1975 stapte hij over naar Santana; met deze band zou hij hits behalen als She's not there,  en Well All Right. Walker vertrok in 1979 om samen te werken met andere artiesten waaronder Herbie Hancock. In 1983, toen Carlos Santana zijn soloalbum Havana Moon promootte, keerde Walker terug om in te vallen voor zijn opvolger Alex Ligertwood. Aansluitend verleende hij als tweede zanger zijn medewerking aan het bandalbum Beyond Appearances (waarvan Say It Again een bescheiden hit werd) en de bijbehorende tournee die onder meer Live Aid aandeed. In 1988 werd Walker als ex-lid uitgenodigd voor het twintigjarig jubileum van Santana.
In 1991 was hij te horen op de solo-cd van ex-Mai Tai-zangeres Mildred Douglas. 
Walker treedt nu op als solo-artiest; hij heeft vier albums uitgebracht vooral met  soul, blues, gospel en  jazz.  In de woorden van Carlos Santana, "Greg Walkers muziek is een prachtige combinatie van straat en kerkmuziek; 'straat' zijnde rauw, sexy, warm en naakt; 'kerk' spiritueel, inspirerend, soulful en oprecht. Zijn magische vermogen om een lied te interpreteren belichaamt zijn inzet voor melodische schoonheid, lyrische gevoeligheid, en pure sensualiteit. Het publiek en de plaatverkopen over de hele wereld getuigen van zijn universele aantrekkingskracht."
Net als Ligertwood zingt hij nog steeds regelmatig Santananummers, bij Goud van Oud-concerten en op uitnodiging van tribute-bands. 
Discografie
| Jaar | Album             | Label                     |
| ---- | ----------------- | ------------------------- |
| 1990 | Admiration        | Wilma's Son               |
| 1991 | Love You So Good  | Taylor Made Entertainment |
| 2002 | Never Better      | Wilma's Son               |
| 2005 | Sharing Christmas | Geen label                |

Credits op:
| Artiest           | Label                         | Album                                              | Nummers |
| ----------------- | ----------------------------- | -------------------------------------------------- | --- |
| Santana           | Columbia Records              | Amigos                                             | Dance Sister Dance Let Me Tell Me Are You Tired Let It Shine                                                                        |
| Santana           | Columbia Records              | Moonflower                                         | I'll Be Waiting She's Not There |
| Santana           | Columbia Records              | Inner Secrets                                      | Dealer/Spanish Rose Move On One Chain (Don't Make No Prison) Stormy Well All Right Open Invitation Life Is A Lady The Facts of Love |
| Santana           | Columbia Records              | Beyond Appearances                                 | Say it Again Right Now Breaking Out                                                                                                 |
| Santana           | Columbia Records              | Cal Jam II                                         | Dance Sister Dance |
| Santana           | Columbia Records              | Viva Santana                                       | Black Magic Woman |
| Santana           | Columbia Records              | Blues For Salvador                                 | Now That You Know |
| Carlos Santana    | Columbia Records              | Havana Moon                                        | Watch Your Step Daughter of the Night                                                                                               |
| Carlos Santana    | Columbia Records              | Oneness                                            | Life Is a Passing Parade |
| Herbie Hancock    | Columbia Records              | Monster                                            | Making Love Saturday Night |
| Jeff Lorber       | Arista Records                | It's A Fact                                        | It's A Fact Full Moon Rising |
| Kenny G           | Arista Records                | Kenny G                                            | Here We Are |
| Ronnie Laws       | ATA Records                   | Identity                                           | Soul of a Man |
| Rodney Franklin   | CBS Records                   | Sky Dance                                          | Destiny |
| Rodney Franklin   | CBS Records                   | Love Dancin                                        | The Calling |
| Kazu Matsui       | Passport Records              | Kazu Matsui Project Is That the Way to Your Heart? | Ariana Let's Pretend |
| Keiko Matsui      | MCA Records Sin-Drome Records | No Borders                                         | Mover |
| Keiko Matsui      | MCA Records Sin-Drome Records | Night Waltz                                        | Eyes Were Made to Cry Where Wildflowers Grow                                                                                        |
| Joan Baez         |                               | Boston Pops                                        | John Williams |
| Movie Soundtrack  |                               | City Limits                                        | Rip It Up - Little Richard |
| Movie Soundtrack  | Long Kiss Goodnight           | She's Not There - Moonflower                       | |
| Movie Soundtrack  | Twins                         | vocals                                             | |
| Movie Soundtrack  | Fun with Dick and Jane        | vocals                                             | |
| Movie Soundtrack  | Norbit                        | in the choir                                       | |
| The 5th Dimension | Columbia Click Records        | In The House                                       | You Make Me Feel Brand New |